# Războiul turco-armean
Războiul turco-armean a fost un conflict armat dintre Republica Democrată Armenească și revoluționarii turci, care a durat între 24 septembrie – 2 decembrie 1920 și a avut loc în ceea ce este astăzi nord-estul Turciei și nord-vestul Armeniei.

## Contextul general
Vedeți și: Împărțirea Imperiului Otoman
Mișcarea de eliberare națională a armenilor a proclamat independența Republicii Democrate Armene mai înainte de încheierea Primului Război Mondial. Tovmas Nazarbekian, comandantul frontului din Caucaz și guvernatorul Armeniei apusene, a devenit primul șef al statului armean. Andranik Toros Ozanian a preluat controlul administrației Armeniei apusene din martie până în aprilie 1918. El a luptat cu armata otomană în timpul bătăliilor hotărâtoare din timpul campaniei din Caucaz și a desemnat în funcția de comisar civil pe Drastamat Kanayan.

### Campania din Caucaz (1918)
Vedeți și: Campania din Caucaz (primul război mondial)
Tratatul de prietenie ruso-otoman (1 ianuarie 1918) și tratatul de la Brest-Litovsk (3 martie 1918) semnat de Marele vizir Talat Pasha au reglementat situația teritoriilor cucerite de Imperiul Rus în timpul războiului ruso-turc din 1877 - 1878, (adică Ardahan, Kars și Batumi), care urmau să fie retrocedate Imperiului Otoman. 
Tânărul stat armean era plasat între Rusia și Imperiul Otoman. În martie 1918, mai înainte de atacul forțelor otomane, Republica Democrată Armenească a intrat într-o perioadă de stabilitate. R. D. Armenească și-a asigurat sprijinul Occidentului, sprijin mijlocit în parte și de puternica diasporă armeană, și s-a pregătit să apere regiunile Erzurum, Bitlis și Van). Acestea erau foarte importante pentru noul stat, care să străduia să cucerească o ieșire la mare. În martie 1918, Vehib Pasha a trensferat Armata a 3-a otomană spre pozițiile Armatei de voluntari armeni, intrând pentru prima oară în contact cu armata armeană. Armenii au fost obligați să se retragă din Erzican la Erzurum sub atacurile combinate ale armatei regulate otomane și a milițiilor kurde. Orașul Van, care s-a aflat sub controlul armenilor de la rebeliunea din 1915, a fost abandonat și el. A urmat evacuarea orașelor Erzurum și Sarıkamıș, după o serie de bătălii pierdute la Kara Killisse, Sardarapat și Bash Abaran. Trupele otomane comandate de Vehib Pasha au cucerit de asemenea și Trabzonul în nord. 

### Tratatul de la Batumi (4 iunie 1918)
Vedeți și: Tratatul de la Batumi
După semnarea tratatului de la Brest-Litovsk a fost stabilită noua frontieră turcă. Unele condiții suplimentare au fost impuse Armeniei după semnarea tratatului de la Batumi. Semnarea celui de-al doilea tratat a coincis cu data proclamării independenței Republicii Democrate Armene. 
Imperiul Otoman a reușit să oblige Armenia să renunțe la Armenia apuseană prin semnarea Tratatului de la Batumi. Cu toate acestea, turcii nu recunoșteau oficial existența noului stat. Imperiul Otoman a fost forțat însă să revină la granițele antebelice după semnarea Armistițiului de la Mudros pe 30 octombrie 1918. 

### Kars (1 decembrie 1918)
Vedeți și: Guvernul Național Provizoriul al Caucazului de Sud-Vest
Perioada scursă până la semnarea armistițiului de la Mudros nu le-a lăsat otomanilor timpul necesar pentru restabilirea autorității lor asupra teritoriilor cedate prin tratatul de la Batumi. Vacuumul administrativ existent a permis apariția unui nou stat, „Republica Caucaziană de Sud-Vest”, condusă de Fakhr al-Din Pirioĝlu. Capitala acestui stat efemer a fost orașul Kars. Teritoriul statului ar fi trebuit să includă teritoriile predominant musulmane Kars, Batumi și regiuni din districtele Erevan și districtele Akhaltsikhe și Akhalkalaki ale provinciei Tiflis. Practic însă, guvernul de la Kars a putut să controleze doar regiunile Kars și Ardahan. Acest guvern a existat în paralel cu guvernul impus de Regatul Unit în timpul intervenției Aliaților în Transcaucazia. Regimul lui Pirioghlu a fost aboliti de Înaltul comisar britanic, amiralul Somerset Arthur Gough-Calthorpe. Ca urmare, Armenia a putut cere să incorporeze acest teritoriu. Ardahanul a fost ocupat de trupele georgiene. 

## Faza conflictului deschis

### Conflictul din Oltu, iunie 1920
Luptele au început în iunie 1920, în momentul în care grănicerii armeni au fost implicate în luptele de hărțuire cu liderii militari tribali din districtul Oltu, o regiune care s-a aflat pentru o scurtă perioadă de timp sub administrați R. D. Georgiene, dar care sfârșise prin a trece sub controlul liderilor militari ai triburilor musulmane. Guvernul armean a ordonat ocuparea parțială a districtului\. Oltu a fost ocupat de armeni pe 16 iunie. Folosindu-se de această mișcare drept pretext de război, generalul Kazım Karabekir a atacat cu patru batalioane în septembrie și i-a alungat pe armeni. Karabekir a atacat mai apoi pe teritoriul R. D. Armene pe 20 septembrie, ceea ce a făcut ca guvernul de la Erevan să declare război Turciei patru zile mai târziu.

### Sarikamish, Kaghizman, Merdenik (septembrie 1920)
Pe 25 septembrie, forțele lui Karabekir au ocupat Sarikamish și în ziua următoare Kaghizman. Turcii s-au mutat mai apoi spre Kars, dar armenii au opus o rezistență puternică, întârziind atacul asupra orașului. După cucerirea orașului Merdenik de către turci, armenii au lansat pogromuri împotriva musulmanilor din Erevan și Kars ca represalii.
La începutul lunii octombrie, guvernul armean a cerut ajutorul Regatului Unit, Franței, Italiei și altor aliați, dar fără prea mult succes. Cea mai mare parte a forțelor britanice disponibile în Orientul Mijlociu erau blocate în luptele cu răscoalele tribale din mandatul britanic al Irakului, în vreme ce forțele franceze și italiene trebuiau să facă față unor dificultăți asemănătoare în mandatul francez al Siriei și în Antalya. Georgia vecină și-a declarat neutralitatea în acest conflict. Doar Regatul Greciei a oferit ceva ajutor prin acțiunile militare din vestul Anatoliei. Acțiunile militare ale Greciei nu au fost însă suficiente pentru a-i determina pe turci să slăbească presiunea exercitată asupra armenilor.

### Înțelegerea de la Erevan (octombrie 1920)
Pe 11 octombrie, un trimis plenipotențiar sovietic, Boris Legran, a sosit la Erevan cu un document al unui viitor tratat sovieto-armean. Înțelegerea semnată pe 24 octombrie, a fost semnat o înțelegere care asigura sprijinul sovieticilor în lupta armenilor cu turcii. Această înțelegere asigura practic securitatea Karsului. Această înțelegere nu a convenit deloc turcilor. Marea Adunare Națională a Turciei l-a prevenit pe Karabekir în legătură cu implicațiile acordului negociat de Boris Legran. În ziua în care acordul a fost semnat, Karabekir a ordonat trupelor de sub comanda să se îndrepte spre Kars. 

### Kars și Alexandropol (octombrie 1920)
Pe 24 octombrie, forțele lui Karabekir au lansat un atac masiv împotriva Karsului. În loc să lupte pentru apărarea orașului, forțele armenești au părăsit Karsul, care pe 30 octombrie a fost ocupat de turci. 
Forțele turcilor au continuat înaintarea și în scurtă vreme au ocupat orașul Alexandropol (Gyumri, Armenia), la o săptămână după ocuparea Karsului. Pe 12 noiembrie, turcii au capturat localitatea strategică Agin, aflată la nord-vest de ruinele fostei capitale armenști Ani, și au început pregătirile pentru atacul împotriva Erevanului. Pe 13 noiembrie, Georgia a renunțat al statutul de neutralitate și a semnat o înțelegere cu Republica Democrată Armenească și a invadat regiunea Lori aflată în dispută, care fusese până atunci zonă neutră dintre cele două națiuni încă de la începutul anului 1919. Armenii se temeau că nu vor putea asigura securitatea regiunii în cazul unui atac al turcilor.

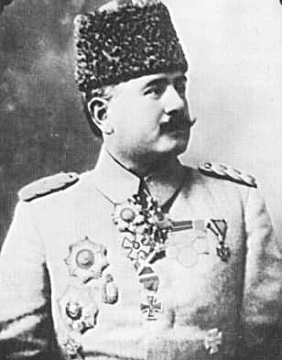
Kazım Karabekir

### Tratatul de la Alexandropol (noiembrie 1920)
Vedeți și: Tratatul de la Alexandropol 
Turcii, al căror cartier general a fost stabilit la Alexandropol, a prezentat armenilor un ultimatum, pe care aceștia din urmă au fost forțați să-l accepte. Condițiile păreau foarte nefavorabile armenilor, al căror stat putea fi pus în primejdie să dispară. Dacă la început armenii au ezitat să răspundă ultimatumului, înaintarea forțelor lui Karabekir i-a forțat să capituleze. Pe 18 noiembrie 1920 a fost semnată o înțelegere pentru încetarea focului.
În timp ce termenii tratatului erau negociat de Karabekir și ministrul de externe al Armeniei, Alexandr Hatisian, Stalin, urmând indicațiile lui  Lenin, i-a ordonat lui Grigori Ordjonikidze să invadeze Armenia cu trupele din Azerbaidjan, pentru aducerea la putere a unui guvern pro-bolșevi la Erevan. Pe 29 noiembrie, Armata a 11-a sovietică a invadat Armenia prin regiunea Karavansarai (Ijevan). Temându-se că turcii vor captura Erevanul și Echmiadzinul mai înainte ca forțele bolșevice să le poată veni în ajutor, armenii au semnat Tratatul de la Alexandropol pe 2 decembrie. Republica Democrată Armenească era obligată să-și demobilizeze și dezarmeze cea mai mare parte a forțelor, să cedeze mai mult de jumătate din teritoriul pe care îl avusese în perioada antebelică și să cedeze toate teritoriile pe care le obținuse prin Tratatul de la Sèvres, care nu fusese ratificat de parlamentul Armeniei Democrate, datorită invaziei sovietice. 

## Urmări

### Dispariția Republicii Democrate Armene (December 1920)
La sfârșitul lunii noiembrie 1920, a avut loc o altă rebeliune în Armenia sponsorizată de sovietici. Pe 28 noiembrie 1920, după ce a acuzat Armenia că ar fi invadat Sharur (20 noiembrie) și Karabakh (21 noiembrie), Armata a 11-a sovietică de sub comanda lui Anatoli Ghekker a traversat linia de demarcație dintre Republica Democrată Armenească și Azerbaidjanul Sovietic. Al doilea război sovieto-armean a durat doar o săptămână. Armata și populația armeană, epuizate de șase ani de războaie, nu au mai fost capabile să continue rezistența. 

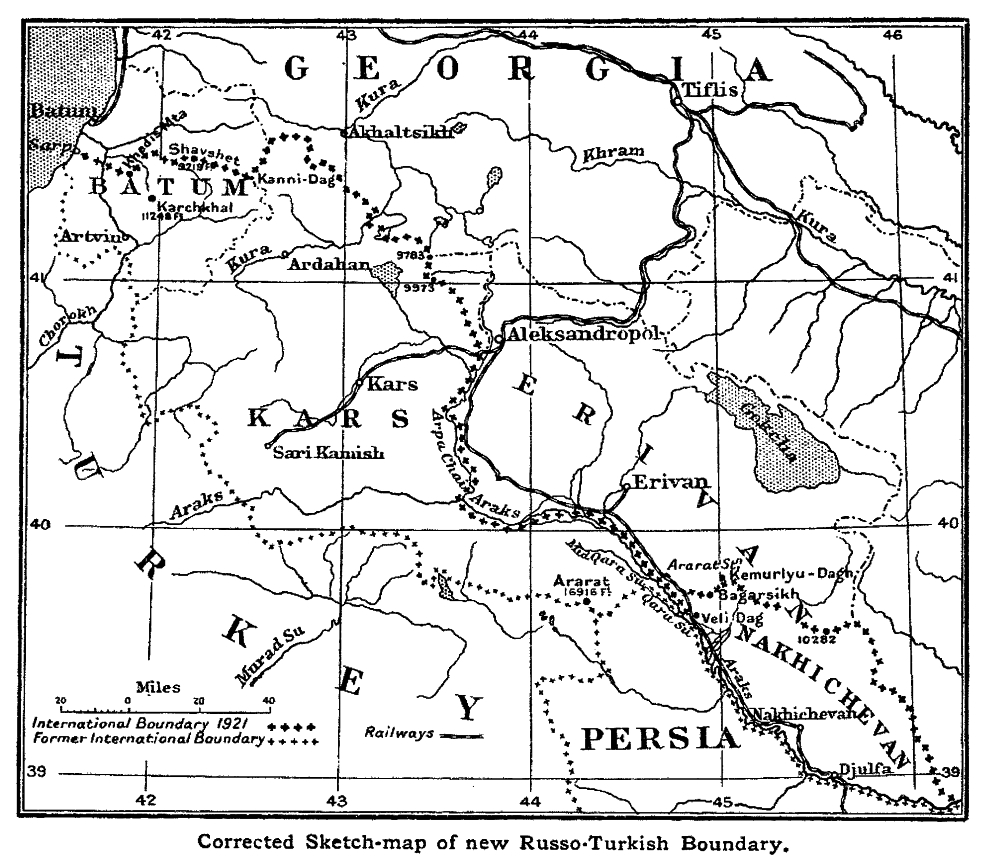
Frontiera sovieto-turcă stabilită prin Tratatul de la Kars

Când Armata Roșie a intrat în Erevan pe 4 decembrie 1920, guvernul republicii armene s-a predat pur-și-simplu. Pe 5 decembrie, Comitetul revoluționar armean, „Revkom”, format în principal din armeni originari din Azerbaidjan, a intrat la rândul lui în oraș. În cele din urmă, pe 6 decembrie, membrii temutei poliții politice sovietice organizată de Felix Dzerjinski,  CEKA, au intrat în Erevan. Republica Democrată Armenească a încetat să mai existe .
RSS Armenească a fost proclamată pe 21 noiembrie 1920, primul lider sovietic armean fiind Aleksandr Miasnikyan.

### Tratatul de la Kars, 23 octombrie 1921
Vedeți și: RSS Armenească 
Violențele din Transcaucazia au încetat odată cu semnarea tratatului de prietenie dintre Marea Adunare Națională a Turciei și Uniunea Sovietică. Tratatul de pace de la Kars a fost semnat de reprezentanții RSFS Rusă, RSS Azerbaidjană, RSS Armenească, RSS Georgiană și Marea Adunare Națională a Turciei. Marea Adunare Națională a Turciei semnase ceva mai devreme, pe 16 martie 1921, Tratatul de Prietenie și Frăție cu Uniunea Sovietică. Turcia a cedat Adjaria Uniunii Sovietice în schimbul regiunii Kars, (care formează în zilele noastre provinciile Kars,  Iğdır și Ardahan).